# Profession à titre réservé
Dans le système de droit des professionnels québécois, une profession à titre réservé est une profession dont l'usage du titre est réservé aux membres de la profession, mais dont l'exercice des actes ordinairement associés à la profession n'est pas exclusif aux détenteurs du titre. 
Les règles relatives aux professions à titre réservé sont prévues dans le Code des professions, qui est  la loi applicable dans le domaine du droit des professionnels.
Selon le Conseil interprofessionnel du Québec, les professions à titre réservé sont  une catégorie de professionnels qui regroupe entre autres les administrateurs agréés, les audiologistes, les conseillers d'orientation, les conseillers en ressources humaines agréés, les criminologues, les diététistes, les ergothérapeutes, les évaluateurs agréés, les hygiénistes dentaires, les inhalothérapeutes, les infirmières auxiliaires, les interprètes agréés, les orthophonistes, les physiothérapeutes, les psychoéducateurs, les psychologues, les sexologues, les technologistes médicaux, les technologues en prothèses et appareils dentaires, les travailleurs sociaux, les traducteurs agréés, les terminologues agréés et les urbanistes. 
Tous les titres des membres de ces professions sont exclusifs, mais les actes associés à ces professions ne le sont pas. Par exemple, un psychologue a le droit d'offrir des services de traduction à condition de ne pas utiliser le titre de traducteur agréé ; à l'inverse, un traducteur agréé a théoriquement le droit d'offrir du soutien psychologique, pourvu qu'il n'utilise pas le titre de psychologue. 
D'autres professions ont non seulement le titre réservé, mais elles possèdent l'exercice exclusif des actes professionnels. Cela signifie qu'elles peuvent contraindre légalement un individu qui n'est pas membre d'un ordre professionnel de cesser de pratiquer des actes professionnels réservés aux membres de la profession. Parmi les professionnels qui font partie de cette autre catégorie, il y a entre autres les médecins, les avocats et les ingénieurs.  
Dans une profession à titre réservé, le syndic d'ordre professionnel ne peut pas contrôler les actes professionnels exclusifs car il n'y en a pas, mais il contrôle tout de même l'usage illégal du titre et il peut recevoir des plaintes du public quant à la qualité des services des membres de l'ordre. D'autre part, les Comités d'inspection professionnelle sont communs à tous les ordres professionnels et permettent à chacun des ordres de vérifier la qualité des services professionnels de leurs membres.